# Флоренс Марли
Флоренс Марли (фр. Florence Marly, настоящее имя — Хана Смекалова (чеш. Hana Smékalová); 2 июня 1919, Обрнице, Чехословакия (ныне Чехия) — 9 ноября 1978, Глендейл, Калифорния, США) — французская актриса чешского происхождения.

## Биография
Хана Смекалова родилась 2 июня 1919 года в чехословацком городе Обрнице. Мечтала стать оперной певицей, но из-за повреждённых голосовых связок в семнадцать лет поехала в Париж, где стала студенткой факультета искусства и литературы в Сорбонне. Когда ей было 18 лет, дорогу для актёрской карьеры ей открыл 33-летний известный французский режиссёр Пьер Шеналь, пригласив её на роль в своем фильме «Алиби». После этого дебюта она начала сниматься как в фильмах Шеналя, за которого в том же году вышла замуж, так и в фильмах других режиссёров, в частности Жоржа Лакомба и Марселя Л'Эрбье.
В 1940 году Марли покинула Францию, переехав в Португалию, а затем в Аргентину, где в 1942 году она воссоединилась со своим мужем, который был привлечён к французскому Движению сопротивления, через что ему пришлось эмигрировать. Пара осталась там несколько лет, где Флоранс Марли снялась в нескольких испаноязычных фильмах. Вернувшись в послевоенные годы к Франции, Марли снялась в главной роли в фильме Рене Клемана «Проклятые» (1947), который получил премию за лучший приключенческий фильм на 3-м Каннском кинофестивале. В 1948 году актриса снялась в фильме чехословацкого режиссёра Отакара Ваври «Кракатит», снятого по одноименному роману Карела Чапека.
В 1949 году Флоранс Марли была приглашена в Голливуд, где подписала контракт с кинокомпанией Paramount, и снялась в фильмах «Запечатанный приговор» с Рэем Милландом, «Токийский Джо» с Хамфри Богартом. Американская кинокарьера Марли оборвалась, когда Комиссия по расследованию антиамериканской деятельности спутала актрису с певицей русского происхождения Анной Марли, что имела левые взгляды, и внесла её в Чёрный список Голливуда.
С середины 1950-годов Флоранс Марли снималась преимущественно для телевидения. Всего за время своей актёрской карьеры она сыграла роли в более 30 кино-, телефильмах и сериалах.
В 1976 году снялась в романтической драме «Астролог», которая считалась утерянной длительное время, пока не была восстановлена Американским архивом жанровых фильмов. .
Флоранс Марли умерла внезапно 9 ноября 1978 года в пригороде Лос-Анджелеса Глендейле в возрасте 59 лет от сердечного приступа.